# Rainer A. Bast
Rainer A. Bast (* 1953) ist ein deutscher Philosoph, Psychologe und außerplanmäßiger Professor an der Heinrich-Heine-Universität Düsseldorf.

## Leben
Bast wurde  1986 an der Universität Trier über Martin Heideggers Wissenschaftsbegriff promoviert. 1996 habilitierte er sich an der Heinrich-Heine-Universität Düsseldorf über die Kulturphilosophie Ernst Cassirers. 1988 legte er die Laufbahnprüfung für den höheren Bibliotheksdienst ab.
Basts philosophische Schwerpunkte liegen unter anderem bei Aristoteles, Immanuel Kant, Rudolf Eucken, dem Neukantianismus mit Heinrich Rickert, der Existenzphilosophie und Wirtschaftsethik. Seit 2000 ist Bast Leiter der Heinrich-Rickert-Forschungsstelle.
In Psychologie liegen die Schwerpunkte auf Kommunikation, Coaching, Persönlichkeits-, Entwicklungs- und Sozialpsychologie.
Bast lehrt auch Allgemeine Ordnungs- und Dokumentationslehre, ist als Trainer und Wissenschaftsberater tätig und betreibt in Düsseldorf eine philosophisch-psychologische Praxis, in der er sich um die Verbindung von Psychologie und Philosophie bemüht.

## Veröffentlichungen (Auswahl)

### Monografien
- Der Wissenschaftsbegriff Martin Heideggers im Zusammenhang seiner Philosophie. Frommann-Holzboog, Stuttgart-Bad Cannstatt 1986, ISBN 3-7728-1142-6.
- Die philosophische Bibliothek. Geschichte und Bibliographie einer philosophischen Textreihe seit 1868. Felix Meiner, Hamburg 1991, ISBN 3-7873-0933-0.
  - Sonderausgabe: Die Philosophische Bibliothek. Geschichte und Bibliographie einer philosophischen Textreihe seit 1868. Sonderausgabe anläßlich des Jubiläums des 125jährigen Bestehens der Philosophischen Bibliothek im Jahr 1993. Felix Meiner Verlag, Hamburg 1993, ISBN 3-7873-1121-1.
- Die Buchhändler-Familie Meiner. Ein Beitrag zur Buchhandelsgeschichte des 20. Jahrhunderts. Dinter, Köln 1997, ISBN 3-924794-32-4.
- Problem, Geschichte, Form. Das Verhältnis von Philosophie und Geschichte bei Ernst Cassirer im historischen Kontext. (= Philosophische Schriften; PHS 40).  Duncker & Humblot, Berlin 2000, ISBN 978-3428102372.

### Beiträge
- Sören Kierkegaard (1813–1855). In: Wulff D. Rehfus (Hrsg.): Geschichte der Philosophie III: 19. Jahrhundert. Vandenhoeck & Ruprecht, Göttingen 2012, ISBN 978-3-8252-3682-3, S. 55–63.

### Herausgeberschaften
- Julius Hermann von Kirchmann. 1802–1884. Jurist, Politiker, Philosoph. Felix Meiner, Hamburg 1993, ISBN 3-7873-1120-3.
- Rudolf Eucken: Gesammelte Werke. 19 Bde. in 14 Bdn. Olms-Weidmann, Hildesheim 2005, ISBN 3-487-12893-4.
- Heinrich Rickert: Sämtliche Werke. De Gruyter, Berlin 2018, 2020 u. 2023. Werkverzeichnis.[2]